# Jonas Källman
Jonas Daniel Gustav Källman (* 17. Juli 1981 in Växjö) ist ein ehemaliger schwedischer Handballspieler. Trotz seiner Größe von 2,00 m wurde Källman als Linksaußen eingesetzt. In der Abwehr agierte er auch auf der Halbposition oder der Spitze einer offensiven 3-2-1-Deckung.

## Werdegang
Jonas Källman begann in seiner Heimatstadt mit dem Handballspiel. 2000 wechselte er zum Erstliga-Club IFK Skövde HK. Dort blieb sein größter Erfolg zwar nur der Einzug ins Viertelfinale der schwedischen Meisterschaft; durch die Nationalmannschaft aber spielte sich Källman ins Visier ausländischer Vereine, sodass er 2002 vom spanischen Spitzenclub BM Ciudad Real unter Vertrag genommen wurde. Mit diesem Verein gewann er u. a. drei Mal die EHF Champions League und fünf Mal die spanische Meisterschaft. Källman wurde in dieser Zeit zu Schwedens Handballer der Saison 2008/09 gewählt. Nach dem Umzug der Lizenzmannschaft von Ciudad Real nach Madrid, lief er für Atlético Madrid auf. 2013 kehrte Källman zu IFK Skövde HK zurück, wo er mit seinem jüngeren Bruder Filip auflief. Am 29. Januar 2014 wurde sein Wechsel zu Pick Szeged bekannt. Mit Szeged gewann er 2014 den EHF Europa Pokal, 2018 und 2021 die ungarische Meisterschaft sowie 2019 den ungarischen Pokal. Seit dem Sommer 2021 steht Källman beim portugiesischen Verein Benfica Lissabon unter Vertrag. Mit Benfica gewann er die EHF European League 2021/22 und den portugiesischen Supercup 2022.
Jonas Källman bestritt 223 Länderspiele für die schwedische Nationalmannschaft. Wegen einer Herzoperation nahm Jonas Källman an der Europameisterschaft 2012 in Serbien nicht teil. Bei den Olympischen Sommerspielen 2012 in London gewann er mit dem schwedischen Team die Silbermedaille und wurde in das „All Star Team“ gewählt.
Seit Juli 2024 ist Källman beim ungarischen Erstligisten SC Szeged als Co-Trainer beschäftigt. Mit Szeged gewann er 2025 den ungarischen Pokal.

## Erfolge als Spieler

### BM Ciudad Real
- Champions-League-Sieger 2006, 2008, 2009
- Europapokal der Pokalsieger 2003
- EHF Champions Trophy 2006, 2007, 2009
- spanischer Meister (Liga ASOBAL) 2004, 2007, 2008, 2009, 2010
- spanischer Pokalsieger (Copa del Rey) 2003, 2008
- Cup Asobal 2003, 2004, 2005, 2006, 2007, 2010
- spanischer Supercup-Gewinner 2005, 2008, 2011

### BM Atlético de Madrid
- spanischer Pokalsieger (Copa del Rey) 2012
- spanischer Supercup-Gewinner 2012

### Pick Szeged
- EHF Europa Pokal 2014
- Ungarischer Meister 2018, 2021
- Ungarischer Pokalsieger 2019

### Benfica Lissabon
- EHF European League 2021/22
- Portugiesischer Supercup 2022

### Nationalmannschaft
- Bronze U-21-Handball-Weltmeisterschaft der Männer 2001
- Silber Olympische Spiele 2012

## Erfolge als Trainer

### SC Szeged
- Ungarischer Pokalsieger 2025 (Co-Trainer)